# 86 (light novel)
86 (japonsky 86-エイティシックス-, Eiti šikkusu) je japonská série sci-fi light novel, kterou píše Asato Asato a ilustruje Širabii. Publikuje ji od února 2017 nakladatelství ASCII Media Works pod svou značkou Dengeki Bunko. V Severní Americe je licencována Yen Pressem.
Na motivy light novel vznikla manga, jejímž ilustrátorem je Motoki Jošihara a která vychází od roku 2018 v časopisu Young Gangan společnosti Square Enix. Publikace se dočkaly také tři vedlejší mangy. Studio A-1 Pictures se rozhodlo podle románů vyrobit televizní anime seriál, jenž měl premiéru v dubnu 2021.

## Děj
Příběh probíhá v alternativním světě, kde již delší dobu probíha válka. Začala, když císařství Giad zautočilo s pomocí jejich autonomních mechů (Legion) na sousední národy. Císařství se zhroutí, ale Legion stále pokračuje v boji.
Vladilena Milizé se stává velícím důstojníkem (handlerem) družstva Kopí (Spearhead), které má vlastní mechy (Juggernaut). Ty jsou sice oficiálně označené jako autonomní, ale ve skutečnosti je řídí piloti ze skupiny označené osmdesát šest.
V republice San Magnolia mají majoritu lidé z etnika Alba a ostatní tu oficiálně již nejsou. Republika se dělí na 85 sektorů.
Polní velitel družstva Kopí je Shin'ei Nōzen, přezdívaný Smrták

## Postavy
- Šin’ei Nózen (japonsky シンエイ・ノウゼン)

Dabing: Šója Čiba
- Vladilena „Lena“ Milizé (japonsky ヴラディレーナ・ミリーゼ, Vuradiréna Milíze)

Dabing: Ikumi Hasegawa
- Raiden Šuga (japonsky ライデン・シュガ)

Dabing: Seiičiró Jamašita
- Theoto Rikka (japonsky セオト・リッカ, Seoto Rikka)

Dabing: Nacumi Fudžiwara
- Andžu Emma (japonsky アンジュ・エマ, Andžu Ema)

Dabing: Saori Hajami
- Kurena Kukumila (japonsky クレナ・ククミラ, Kurena Kukumira)

Dabing: Sajumi Suzuširo
- Kaie Tanja (japonsky カイエ・タニヤ, Kaie Tanija)

Dabing: Haruka Širaiši
- Daija Irma (japonsky ダイヤ・イルマ, Daija Iruma)

Dabing: Haruki Išija
- Haruto Keats (japonsky ハルト・キーツ, Haruto Kícu)

Dabing: Daiki Jamašita
- Kudžó Niko (japonsky クジョー・ニコ)

Dabing: Taiši Murata
- Rui Kino (japonsky ルイ・キノ)

Dabing: Šinei Ueki
- Čise Ósen (japonsky チセ・オーセン)

Dabing: Masamu Ono
- Tóma Sóbi (japonsky トーマ・ソービ)

Dabing: Kacumi Fukuhara
- Tózan Saša (japonsky トウザン・サシャ)

Dabing: Taito Ban
- Lecca Rin (japonsky レッカ・リン, Rekka Rin)

Dabing: Šizuka Išigami
- Mikuri Kairó (japonsky ミクリ・カイロゥ)

Dabing: Juka Nukui
- Maina Atomika (japonsky マイナ・ヤトミカ, Maina Jatomika)

Dabing: Majuko Kazama
- Henrietta „Annette“ Penrose (japonsky アンリエッタ・ペンローズ, Anrietta Penrózu)

Dabing: Riho Sugijama
- Jérôme Carlstahl (japonsky ジェローム・カールシュタール, Džerómu Kárušutáru)

Dabing: Satoši Mikami
- Lev Aldrecht (japonsky レフ・アルドレヒト, Refu Arudorehito)

Dabing: Taiten Kusunoki
- Frederica Rosenfort (japonsky フレデリカ・ローゼンフォルト, Furederika Rózenforuto)

Misaki Kuno
- Ernst Zimmerman (japonsky エルンスト・ツィマーマン, Erunsuto Cimáman)

Júja Učida
- Šiden Ída (japonsky シデン・イーダ)

Asuna Tomari

## Média

### Light novely
86 je série light novel, kterou píše Asato Asato a ilustruje Širabii, s jejím designem pomáhá i I-IV. Vydává ji od 10. února 2017 nakladatelství ASCII Media Works pod svou značkou Dengeki Bunko. K 10 červnu 2021 bylo vydáno deset svazků. V Severní Americe je série licencována nakladatelstvím Yen Press.

#### Seznam svazků
| Č. | Název                                                                       | Datum vydání     | ISBN              |
| -- | --------------------------------------------------------------------------- | ---------------- | ----------------- |
| 1  | Eiti šikkusu (エイティシックス)                                             | 10. února 2017   | 978-4-04-892666-9 |
| 2  | Ran surú za batorufuronto〈Ue〉 (ラン・スルー・ザ・バトルフロント 〈上〉)   | 7. července 2017 | 978-4-04-893232-5 |
| 3  | Ran surú za batorufuronto〈Šita〉 (ラン・スルー・ザ・バトルフロント 〈下〉) | 9. prosince 2017 | 978-4-04-893397-1 |
| 4  | Andá pureššá (アンダー・プレッシャー)                                       | 10. května 2018  | 978-4-04-893830-3 |
| 5  | Šijo, ogoru nakare (死よ、驕るなかれ)                                       | 10. října 2018   | 978-4-04-912092-9 |
| 6  | Akeneba koso joru wa nagaku (明けねばこそ夜は永く)                          | 10. dubna 2019   | 978-4-04-912461-3 |
| 7  | Misuto (ミスト)                                                             | 10. září 2019    | 978-4-04-912798-0 |
| 8  | Gansumóku on za wótá (ガンスモーク・オン・ザ・ウォーター)                   | 9. května 2020   | 978-4-04-913185-7 |
| 9  | Vuarukirji hazu randeddo (ヴァルキリィ・ハズ・ランデッド)                   | 10. února 2021   | 978-4-04-913309-7 |
| 10 | Furagumentaru neotení (フラグメンタル・ネオテニー)                          | 10. června 2021  | 978-4-04-913880-1 |

### Mangy
Manga, kterou kreslí Motoki Jošihara, vychází od 10. října 2018 v časopisu Young Gangan společnosti Square Enix. Byla vydána ve třech svazcích tankóbon. V Severní Americe je licencována nakladatelstvím Yen Press.
Vedlejší mangu 86: Operation High School kreslil Suzume Somemija. Byla publikována od 27. června 2020 do 27. srpna 2021 v časopisu Gekkan Comic Alive, patřícím nakladatelství Media Factory, které ji vydalo ve dvou svazcích. Od 24. ledna 2021 vychází v aplikaci Manga UP! společnosti Square Enix manga 86: Run Through the Battlefront, již ilustruje Hiroja Jamazaki. Čtvrtou mangou v pořadí se stala prequelová 86: Fragmental Neoteny, za jejíž kresbou stojí Šindžó Takuja. Manga je publikována od 26. dubna 2021 v časopisu Gekkan Comic Alive.

#### Seznam svazků
| Č. | Datum vydání    | ISBN              |
| -- | --------------- | ----------------- |
| 1  | 10. října 2018  | 978-4-7575-5870-0 |
| 2  | 10. září 2019   | 978-4-7575-6278-3 |
| 3  | 10. června 2021 | 978-4-7575-7307-9 |

| Č. | Datum vydání   | ISBN              |
| -- | -------------- | ----------------- |
| 1  | 21. ledna 2021 | 978-4-04-680006-0 |
| 2  | 22. září 2021  | 978-4-04-680538-6 |

| Č. | Datum vydání    | ISBN              |
| -- | --------------- | ----------------- |
| 1  | 10. června 2021 | 978-4-7575-7308-6 |

| Č. | Datum vydání  | ISBN              |
| -- | ------------- | ----------------- |
| 1  | 22. září 2021 | 978-4-04-680903-2 |

### Anime
Dne 15. března 2020 bylo ohlášeno, že na motivy light novel vzniká animovaný seriál. Oznámila jej společnost Kadokawa během komentovaného livestreamu při prvním výročí webové stránky Kimirano. Seriál produkovala studio A-1 Pictures a režíroval Tošimasa Išii, scénář napsal Tošija Óno a postavy navrhla Tecuja Kawakami. Za hudbou seriálu stojí Hirojuki Sawano a Kóta Jamamoto. Na CGI pracovalo studio Širogumi. Původně měl mít premiéru v roce 2020, ta však byla odložena. Seriál je rozdělen na dvě části, přičemž první z nich byla premiérově vysílána od 10. dubna do 19. června 2021 na televizní stanici Tokyo MX a dalších. Dne 28. března 2021 odvysílala stanice Tokyo MX speciální program, který připomenul plánovou premiéru seriálu. Objevili se v něm herci Šója Čiba a Ikumi Hasegawa, producent Nobuhiro Nakajama a skladatel Hirojuki Sawano. Druhá část seriálu měla premiéru 2. října 2021. Za první úvodní znělkou „3-bun 29-bjó“ stojí Hitorie a za první závěrečnou znělkou „Avid“ SawanoHiroyuki[nZk]:mizuki, přičemž ten vytvořil i druhou závěrečnou znělku „Hands Up to the Sky“. Druhou úvodní znělkou se stalo „Kjókaisen“ od kapely Amazarashi a třetí závěrečnou znělkou je „Alchemila“ od Regal Lily.
Společnost Crunchyroll se stala držitelem práv na distribuci seriálu s anglickými titulky a dabingem mimo Asii. Muse Communication jej streamuje v jihovýchodní Asii na platformách iQIYI a Bilibili.

#### Seznam dílů
| Č. v seriálu | Původní název                                           | Režie           | Scénář            | Premiéra v Japonsku |
| ------------ | ------------------------------------------------------- | --------------- | ----------------- | ------------------- |
| 1            | Andáteiká アンダーテイカー                              | Tošimasa Išii   | Tošija Óno        | 10. dubna 2021      |
| 2            | Supiaheddo スピアヘッド                                 | Kunijasu Nišina | Tošija Óno        | 17. dubna 2021      |
| 3            | Šinitakunai 死にたくない                                | Rjó Andó        | Tošija Óno        | 24. dubna 2021      |
| 4            | Hontó no namae o 本当の名前を                           | Rjó Andó        | Tošija Óno        | 1. května 2021      |
| 5            | Wataši mo iššo ni 私も一緒に                            | Sacuki Takahaši | Kurasumi Sunajama | 8. května 2021      |
| 6            | Saigo made 最後まで                                     | Kunijasu Nišina | Tošija Óno        | 15. května 2021     |
| 7            | Wasurenai de itekuremasu ka? 忘れないでいてくれますか？ | Tomohiko Itó    | Čiaki Nagai       | 22. května 2021     |
| 8            | Ikó 行こう                                              | Takaši Jasui    | Kurasumi Sunajama | 29. května 2021     |
| 9            | Sajonara さよなら                                       | Rjúta Kawahara  | Čiaki Nagai       | 5. června 2021      |
| 10           | Arigató ありがとう                                      | Sacuki Takahaši | Tošija Óno        | 12. června 2021     |
| 11           | Iku jo 行くよ                                           | Rjó Andó        | Kurasumi Sunajama | 19. června 2021     |
| 12           | Jókoso ようこそ                                         | Rjó Andó        | Čiaki Nagai       | 2. října 2021       |
| 13           | Imasara sonna koto 今更そんなこと                       | Takaaki Išijama | Tošija Óno        | 9. října 2021       |
| 14           | Jorošiku よろしく                                       | Sacuki Takahaši | Kurasumi Sunajama | 16. října 2021      |
| 15           | Okaerinasai おかえりなさい                              | Rjúta Kawahara  | Tošija Óno        | 23. října 2021      |

## Přijetí
V roce 2016 získala light novela velkou cenu na 23. ročníku udílení cen Dengeki. V roce 2018 se umístila na druhém místě v Kono Light Novel ga sugoi!, každoročně vydávaném light novel průvodci nakladatelství Takaradžimaša, a to v kategorii bunkobon. Roku 2019 se v průvodci umístila na pátém místě.